# 石川薫
石川 薫（いしかわ かおる、1950年〈昭和25年〉11月7日 - ）は、日本の外交官。
外務省経済局長、エジプト駐箚特命全権大使、カナダ駐箚兼国際民間航空機関日本政府代表部在勤特命全権大使などを歴任。現在は公益財団法人日本国際フォーラム理事・研究本部長、一般社団法人日本外交協会理事。

## 来歴
東京都出身。1971年（昭和46年）東京大学法学部在学中に外務公務員採用上級試験に合格。1972年（昭和47年）東京大学法学部を卒業、外務省入省。1973年-1974年フランスポワティエ大学留学。1974年-1975年フランス国立行政学院留学。
在外公館では、在エジプト日本国大使館、ジュネーヴ国際機関代表部、在ザイール大使館一等書記官、在英国日本国大使館参事官を務め、在フランス日本国大使館公使となった。
外務省では、本省にて大臣官房参事官として中近東アフリカ局や経済協力局を担当し、大臣官房審議官として経済局、総合外交政策局国際社会協力部、中東アフリカ局を担当した。2002年に総合外交政策局の国際社会協力部にて部長に就任し、その2年後に国際社会協力部が大臣官房に移管された際にも、引き続き部長を務めた。2005年には経済局の局長に就任した。
外務省での勤務の傍ら、複数の大学にて教鞭を執っていた。1992年から1994年にかけて早稲田大学の講師を非常勤にて務め、2004年から2005年にかけて母校である東京大学の客員教授を務めた。また、大学以外の研究機関にも勤務した経験を持ち、1995年にはイギリスの国際戦略研究所リサーチ・アソシエートとなり、2001年には日本国際問題研究所では所長代行や主任研究員を務めた。
2007年、エジプト駐箚特命全権大使に任命され、エジプトに赴任した。その後、2010年にカナダ駐箚兼国際民間航空機関日本政府代表部在勤特命全権大使に任命され、カナダに赴任した。

## 人物
私生活では、夫人との間に二女。趣味はゴルフ、音楽、および執筆。座右の銘は、「何事も努力」。

## 家族・親族
父である石川良孝（いしかわ・りょうこう）も外交官であり、第2代トロント総領事としてカナダに赴任している。

## 略歴

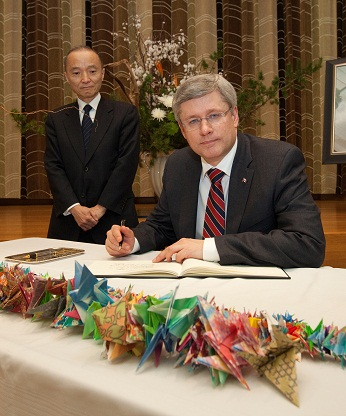
2011年3月23日、東北地方太平洋沖地震の犠牲者に対して弔意を表し記帳するカナダ首相スティーヴン・ハーパー（右）と

- 1986年（昭和61年）12月 - 在ザイール日本国大使館一等書記官
- 1989年（昭和64年）1月 - 参事官
- 1989年（平成元年）1月 - 経済局開発途上地域課長
- 1990年（平成2年）12月 - 経済局国際経済第一課長
- 1992年（平成4年）1月 - 欧亜局西欧第一課長
- 1993年（平成5年）8月 - 大臣官房、羽田孜外務大臣秘書官事務取扱
- 1994年（平成6年）4月 - 経済協力局技術協力課長
- 1995年（平成7年）8月 - 在英国日本国大使館参事官兼英国国際戦略研究所リサーチ・アソシエート
- 1996年（平成8年）1月 - 在英国日本国大使館公使
- 1996年（平成8年）6月 - 在フランス日本国大使館公使
- 1998年（平成10年）4月 - 大臣官房外務参事官兼中近東アフリカ局
- 1998年（平成10年）8月 - 兼経済協力局
- 1999年（平成11年）2月 - 免経済協力局
- 1999年（平成11年）7月 - 大臣官房審議官兼中近東アフリカ局
- 1999年（平成11年）8月 - 兼経済局（免中近東アフリカ局）
- 2001年（平成13年）9月 - 免経済局、日本国際問題研究所所長代行兼主任研究員
- 2002年（平成14年）5月 - 大臣官房審議官兼総合外交政策局国際社会協力部、兼中東アフリカ局
- 2002年（平成14年）9月 - 総合外交政策局国際社会協力部長
- 2004年（平成16年）8月 - 大臣官房国際社会協力部長、大使
- 2005年（平成17年）1月 - 経済局長
- 2007年（平成19年）1月 - エジプト駐箚特命全権大使
- 2010年（平成22年）6月 - カナダ駐箚兼国際民間航空機関日本政府代表部在勤特命全権大使[7]
- 2013年（平成25年）4月23日 - 依願退官
- 2013年（平成25年）4月24日 - 日本国際フォーラム研究本部長

## 著作

### 単著
- 石川薫著『アフリカの火――コンゴの森ザイールの河』学生社、1992年。ISBN 9784311601255
- Kaoru Ishikawa, Nation Building and Develoment Assistance in Africa, Macmillan, 1999. ISBN 9780230378520
- Kaoru Ishikawa, Nation Building and Develoment Assistance in Africa, St. Martin's Press, 1999. ISBN 9780312216672

### 共著
- John J. Kirton, Junichi Takase ed., New Directions in Global Political Governance, Ashgate, 2002. ISBN 9780754618331
- Hirohisa Kohama ed., External Factors for Asian Development, Institute of Southeast Asian Studies, 2003. ISBN 9789812301925

### 編著
- 石川薫編著『統合ECのすべて――ポイント早わかり』日本経済新聞社、1992年。ISBN 9784532141448

## 同期
- 天野之弥（09年国際原子力機関事務局長・05年在ウィーン国際機関日本政府代表部大使）
- 小松一郎（13年内閣法制局長官・11年駐フランス大使・08年駐スイス大使・05年外務省国際法局長・03年外務省欧州局長）
- 武藤正敏（10年駐韓大使・07年駐クウェート大使）
- 小島誠二（12年関西担当大使・10年駐タイ大使・09年儀典長・08年科学技術協力担当大使・06年駐パキスタン大使）
- 神余隆博（12年関西学院大学副学長・08年駐ドイツ大使・06年国連大使（次席））
- 高橋文明（09年駐スペイン大使・03年駐カンボジア大使）
- 野本佳夫（08年駐スロバキア大使）
- 石栗勉（京都外国語大学教授・国連アジア太平洋平和軍縮センター所長）
- 伊藤誠（10年駐ブルガリア大使・06年駐タンザニア大使）
- 近藤誠一（10年文化庁長官・08年駐デンマーク大使・06年ユネスコ大使）
- 橋広治（10年駐パプアニューギニア大使）
- 峯村保雄（11年駐エルサルバドル大使）
- 肥塚隆（13年迎賓館長・10年駐オランダ大使・07年宮内庁式部副長・04年駐ホンジュラス大使）
- 山口英一（10年駐バチカン大使・07年駐コスタリカ大使）
- 横田順子（10年駐ラオス大使）
- 佐藤英夫（11年駐イスラエル大使・09年駐バーレーン大使・08年駐アフガニスタン大使）
- 二階尚人（14年駐チリ大使・11年駐ガーナ大使）
- 松原昭（12年駐マリ大使）
- 荒木喜代志（11年駐トルコ大使・09年COP10担当大使・08年国際テロ対策担当大使）